# 西藏潜蛛
西藏潜蛛（学名：Cryphoeca tibetana）为栅蛛科潜蛛属的动物。在中国大陆，分布于西藏等地，多栖息于草丛。该物种的模式产地在西藏。